# Séta a napsütésben (novella)
A Séta a napsütésben (A Walk in the Sun) Geoffrey A. Landis science fiction-novellája, amely 1992-ben elnyerte a Hugo-díjat. Az elbeszélés magyarul a Galaktika 151. számában jelent meg, 1993 áprilisában.

## Cselekménye
|  | Alább a cselekmény részletei következnek! |

Egy térképészeti expedíció során a Holdárnyék űrhajó műszaki hiba miatt kényszerleszállást hajt végre a Holdon. Háromtagú személyzetéből csak a főiskolás lány, Patricia Jay Mulligan, azaz Trish marad életben. Minden berendezés tönkrement, Trish űrruhája azonban sértetlen maradt. Napelemei ellátják árammal a létfenntartó rendszerét; lesz levegője és vize – ameddig a Nap süt.
A baleset az alkonyvonal közelében történt, és Trish látja, hogy vészesen közeleg a kéthetes holdi éjszaka, ami a halálát jelentené. A mentőexpedíció csak harminc nap múlva érkezik, így nincs más hátra, a lánynak el kell indulnia, hogy megpróbáljon, egy hónap alatt tizenegyezer kilométert megtéve, a napon maradni: hogy megpróbálja ezalatt körbejárni a Holdat – és tanúbizonyságot téve végleges felnőtté válásáról, elengedje végre halott nővére, Karen emlékét is.